# Atemschutzsammelplatz
Ein Atemschutzsammelplatz wird bei Feuerwehreinsätzen notwendig, wenn mehrere Atemschutztrupps eingesetzt werden.
Um eine genaue Übersicht zu haben, welche Feuerwehrangehörigen mit einem Atemschutzgerät in Einsatz ist, muss genau Protokoll geführt werden. Dabei wird von einem Ablaufposten mitgeschrieben, wann jemand den Atemschutz anlegt und wann er wieder aus dem Bereich herauskommt. Außerdem hat der Kommandant des Atemschutzsammelplatzes die Übersicht, wie viele Atemschutzgeräteträger er immer zur Verfügung hat. Wichtig ist, wie bei jedem Atemschutzeinsatz, dass auch ein Sicherheitstrupp vorhanden ist, der bei Gefahr in Verzug nur die Atemreglern an die Maske anschließen muss und dem gefährdeten Trupp zu Hilfe kommen kann.
Außerdem werden bei einem Atemschutzsammelplatz leere Atemluftlaschen der Pressluftatmer durch volle ersetzt. An diesem Platz werden auch die Geräte durch die Trupps aufgenommen und abgelegt. Dazu gibt es jeweils gekennzeichnete Plätze. Auch mobile Atemschutzkompressoren oder große Füllflaschen können hier platziert werden, um die leeren Atemluftflaschen wieder aufzufüllen.
Der Atemschutzsammelplatz muss immer außerhalb des Gefahrenbereichs liegen, damit keine Gefährdung der Kameraden eintritt. Durch die zunehmende Bedeutung der Verunreinigung durch Brandgase kann auch eine Kombination von Atemschutz- und Dekontaminationsplatz günstig sein.